# Epichrysomallidae

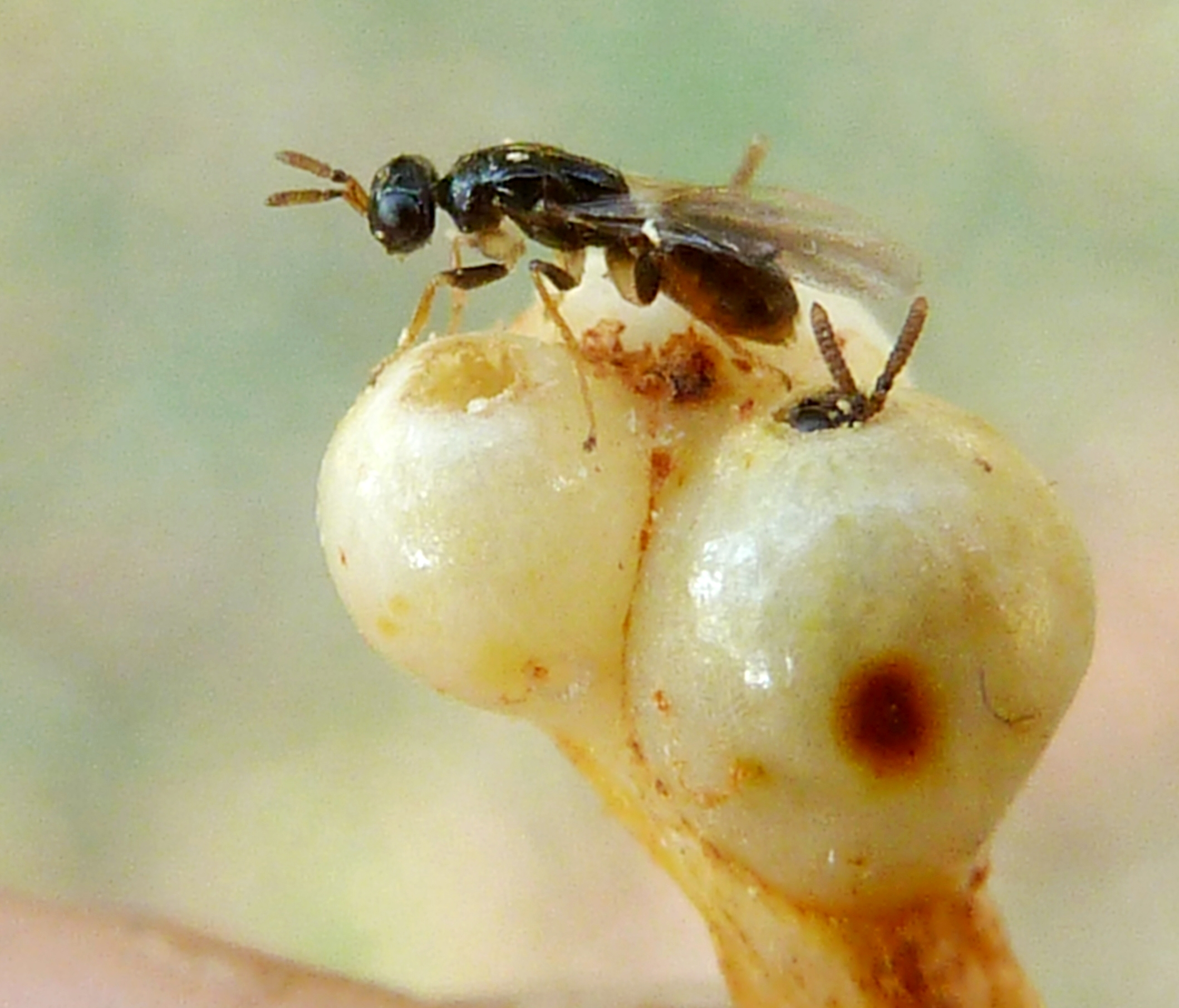
Sycomacophila sp.

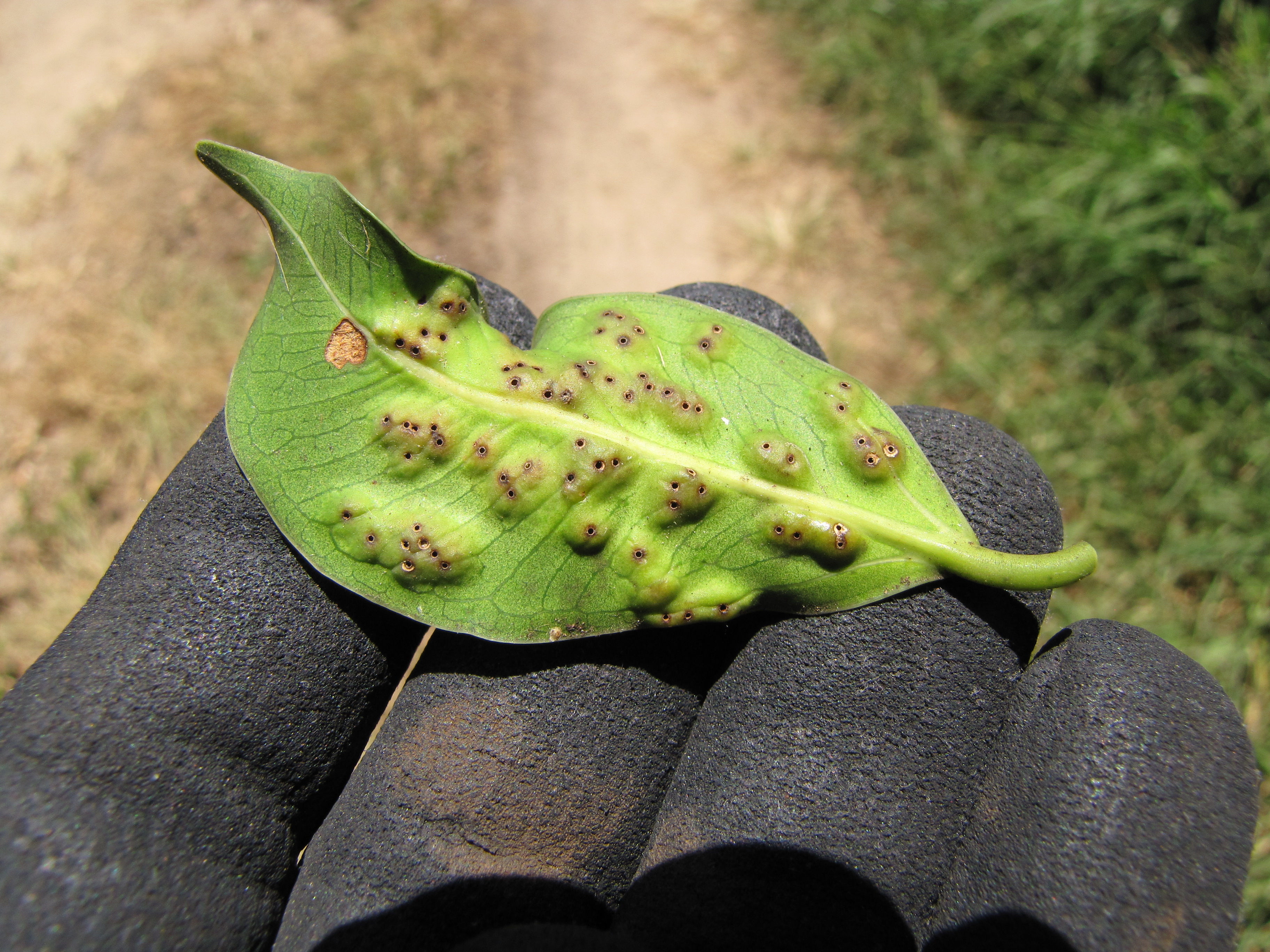
Gallen von Josephiella microcarpae

Die Epichrysomallidae bilden eine Hautflüglerfamilie innerhalb der Überfamilie der Erzwespen (Chalcidoidea).
Das Taxon geht auf den britischen Entomologen Dennis S. Hill zurück, der im Jahr 1967 die Unterfamilie Epichrysomallinae innerhalb der Torymidae einführte. Später gab es mehrere Änderungen der familiären Zuordnung innerhalb der Chalcidoidea. Die Typusgattung ist Epichrysomalla Girault, 1915. Burks et al. führten 2022 aufgrund molekularbiologischer und morphologischer Studien eine Aufspaltung und Umgliederung der Pteromalidae durch. Im Rahmen dieser Revision wurde die Unterfamilie in den Rang einer Familie erhoben.

## Merkmale
Burks et al. (2022) beschreiben die Familie Epichrysomallidae  anhand folgender morphologischer Eigenschaften: Die Fühler besitzen 10–12 Geißelglieder. Die Anzahl beinhaltet ein kleines viertes Keulenglied (Clavomer). Die Augen sind nicht ventral divergierend. Das Labrum ist flexibel und wird vom Clypeus verdeckt. Die Mandibeln weisen 3 Zähne auf. Die subforaminale Brücke ist mit Postgena und trennt die sekundären Tentoriumsgruben vom Hypostoma. Die Notauli sind vollständig. Das Mesoscutellum ist mit Frenum, seitlich angedeutet, ohne einer axillularen Längsfurche (Sulcus). Der mesopleurale Bereich ist ohne erweitertem Acropleuron. Das Mesepimeron erstreckt sich über den Vorderrand des Metapleurons. Alle Beine weisen 5 Tarsenglieder auf (Ausnahme: Odontofroggatia und Josephiella mit 4-gliedrigen Tarsen). Der protibiale Sporn ist kräftig und gebogen. Der basitarsale Kamm ist längs gerichtet. Das Metasoma ist mit Syntergum und daher ohne Epipygium (Subgenitalplatte).

## Lebensweise
Die Epichrysomallidae sind eine Erzwespenfamilie, die in Blättern und Zweigen von Feigen (Ficus) Gallen bilden. Die Gattung Sycophilodes umfasst nicht bestäubende Feigenwespen, die vermutlich phytophag sind. Josephiella microcarpae bildet Gallen in den Blättern von Ficus microcarpa. Die Art ist bivoltin und vermutlich parthenogenetisch.

## Innere Systematik
Nach Burks et al. (2022) zählen zu den Epichrysomallidae folgende Gattungen:
- Acophila Ishii, 1934
- Asycobia Bouček, 1988
- Camarothorax Mayr, 1906
- Epichrysomalla Girault, 1915
- Eufroggattisca Ghesquière, 1946
- Herodotia Girault, 1931
- Josephiella Narendran, 1994
- Lachaisea Rasplus, 2003
- Leeuweniella Ferrière, 1929
- Meselatus Girault, 1922
- Neosycophila Grandi, 1923
- Odontofroggatia Ishii, 1934
- Parasycobia Abdurahiman & Joseph, 1967
- Sycobia Walker, 1871
- Sycobiomorphella Abdurahiman & Joseph, 1967
- Sycomacophila Rasplus, 2003
- Sycophilodes Joseph, 1961
- Sycophilomorpha Joseph & Abdurahiman, 1969
- Sycotetra Bouček, 1981